# 1541 Estonia
1541 Estonia este un asteroid din centura principală, descoperit pe 12 februarie 1939, de Yrjö Väisälä.